# 유럽오소리
유럽오소리(Meles meles)는 유럽 전역과 중동 일부 지역에 서식하는 족제비과 포유류의 일종이다.

## 아종
- 서유럽오소리 (Meles meles meles) - 서유럽 전역
- 크레타오소리 (Meles meles arcalus) - 크레타섬
- 남캅카스오소리 (Meles meles canascens) - 남캅카스
- 키즐랴르오소리 (Meles meles heptneri)
- 이베리아오소리 (Meles meles marianensis) - 스페인과 포르투갈
- 노르웨이오소리 (Meles meles milleri)
- 로도스오소리 (Meles meles rhodius)
- 페르가나오소리 (Meles meles severzovi)